# پائولا اگونو
پائولا اگونو (انگلیسی: Paola Egonu؛ زادهٔ ۱۸ دسامبر ۱۹۹۸) بازیکن والیبال اهل ایتالیا است. او از بازیکنان والیبال در المپیک تابستانی ۲۰۱۶ و ۲۰۲۰ بود.
وی همچنین برندهٔ جوایزی همچون باارزش‌ترین بازیکن  مسابقات قهرمانی والیبال زنان اروپا و 
لیگ ملت‌های والیبال زنان  شده است.
از باشگاه‌هایی که در آن بازی کرده‌است می‌توان به آگیل والی اشاره کرد.